# Вовиз
Вовиз (фр. Vauvise) је река у Француској. Дуга је 58 km. Улива се у Лоару. 